# Seamus Elliott
Seamus "Shay" Elliott (Dublin, 4 de junho de 1934 – Dublin, 4 de maio de 1971) foi um ciclista irlandês, profissional entre 1956 e 1967, que conseguiu triunfos de etapa nas três grandes voltas por etapas.
Na Volta a Espanha conseguiria 2 triunfos de etapa. A primeira na edição de 1962 na que finalizaria terceiro depois de liderar a prova durante 9 dias. Seu segundo triunfo de etapa na rodada espanhola produziu-se na edição de 1963.
No Tour de France obteria um triunfo de etapa na edição de 1963 o que lhe permitiu liderar a rodada francesa durante 4 dias, se convertendo no primeiro ciclista irlandês em se fazer com o maillot amarelo.
No Giro d'Italia conseguiria igualmente um triunfo de etapa na edição de 1960
Depois da sua retirada em 1967 retornou ao profissionalismo em 1970 até sua morte por suicídio em 1971

## Palmarés
| 1953 - 2º no Campeonato da Irlanda em Estrada 1954 - 1 etapa da Estrada de France - 1 etapa do Tour da Irlanda - Campeonato da Irlanda em Estrada 1955 - 1 etapa da Estrada de France 1956 - Grand Prix d'Isbergues - Grande Prêmio de l'Écho d'Alger - 1 etapa do Tour du Sud-Est 1958 - 2 etapas dos Quatro Dias de Dunquerque 1959 - Omloop Het Volk - G.P. de Denain | 1960 - 1 etapa do Giro d'Italia - 1 etapa do G.P. Ciclomotoristico 1961 - 1 etapa dos Quatro Dias de Dunquerque 1962 - 3º na Volta a Espanha, mais 1 etapa - 2º no Campeonato Mundial em Estrada 1963 - 1 etapa da Volta a Espanha - 1 etapa do Tour de France 1965 - Tour de l'Oise, mais 1 etapa - Grande Prêmio de Saint-Raphaël - Grande Prêmio de Espéraza |

## Grandes Voltas e Campeonatos do Mundo
Durante a sua carreira desportiva tem conseguido os seguintes postos nas Grandes Voltas e nos Campeonatos do Mundo em estrada:
| Carreira           | 1956 | 1957 | 1958 | 1959 | 1960 | 1961 | 1962 | 1963 | 1964 | 1965 | 1966 | 1967 | 1968 | 1969 | 1970 |
| ------------------ | ---- | ---- | ---- | ---- | ---- | ---- | ---- | ---- | ---- | ---- | ---- | ---- | ---- | ---- | ---- |
| Giro d'Italia      | -    | -    | -    | 40º  | 68º  | Ab.  | -    | -    | -    | -    | -    | -    | -    | -    | -    |
| Tour de France     | Ab.  | -    | 48º  | Ab.  | -    | 47º  | -    | 61º  | Ab.  | -    | -    | -    | -    | -    | -    |
| Volta a Espanha    | -    | -    | -    | -    | -    | -    | 3º   | 41º  | -    | -    | -    | -    | -    | -    | -    |
| Mundial em Estrada | 14º  | -    | 22º  | 22º  | 17º  | Ab.  | 2º   | 26º  | 19º  | Ab.  | 15º  | -    | -    | -    | -    |

-: não participa

Ab.: abandono